# Elfstedenronde
La Elfstedenronde (también conocida como el Tour de las Once Ciudades o la Vuelta de las Once Ciudades) es una carrera ciclista de un día que se disputa en Brujas, Bélgica, con recorrido similar a la carrera de patinaje del mismo nombre.
Su primera edición se disputó en 1943, con interrupciones en 1944, entre 1975-1986 y entre 1990-2016, para regresar nuevamente en 2017 bajo el nombre de Bruges Cycling Classic formando parte del UCI Europe Tour dentro de la categoría 1.1 con victoria del ciclista belga Wout van Aert. La competición volvió a su nombre original en 2018.

## Palmarés
| Año                                                      | Ganador              | Segundo                              | Tercero                  |           |
| -------------------------------------------------------- | -------------------- | ------------------------------------ | ------------------------ | --------- |
| Elfstedenronde                                           |                      |                                      |                          |           |
| 1943                                                     | André Declerck       | Jef Moerenhout                       | Richard Depoorter        |           |
| 1944 edición no realizada por la Segunda Guerra Mundial  |                      |                                      |                          |           |
| 1945                                                     | André Maelbrancke    | Marcel Rijckaert                     | Jef Moerenhout           |           |
| 1946                                                     | Sylvain Grysolle     | Albert Sercu                         | Jef Moerenhout           |           |
| 1947                                                     | Désiré Keteleer      | Gustaaf Van Overloop Valère Ollivier |                          |           |
| 1948                                                     | August Van Gaever    | Maurice-andré Deschacht              | René Oreel               |           |
| 1949                                                     | Julien Ardijns       | Albert Ramon                         | Gustave Dillis           |           |
| 1950                                                     | Georges Desplenter   | René Janssens                        | Lode Wouters             |           |
| 1951                                                     | Marcel Kint          | Julien Van Dijcke                    | Wout Wagtmans            |           |
| 1952                                                     | Hilaire Couvreur     | Juul Huvaere                         | Edward Peeters           |           |
| 1953                                                     | Marcel Rijckaert     | Gérard Buyl                          | Henri Denys              |           |
| 1954                                                     | Hilaire Couvreur     | Roger Decock                         | Lucien Mathys            |           |
| 1955                                                     | Karel De Baere       | René Mertens                         | Joseph Plas              |           |
| 1956                                                     | Marcel Rijckaert     | René Mertens                         | Lucien Mathys            |           |
| 1957                                                     | André Noyelle        | Gilbert Scodeller                    | Henri Denys              |           |
| 1958                                                     | Gabriel Borra        | Petrus Oellibrandt                   | Georges Decraeye         |           |
| 1959                                                     | Maurice Meuleman     | Leon Van Daele                       | Jan Van Gompel           |           |
| 1960                                                     | Joop Captein         | Frans Aerenhouts                     | Antoon van der Steen     |           |
| 1961                                                     | Rik Van Steenbergen  | Gustaaf Van Vaerenbergh              | Jos Hoevenaers           |           |
| 1962                                                     | Emile Severeyns      | Norbert Coreelman                    | Julien De Pré            |           |
| 1963                                                     | Peter Post           | Armand Desmet                        | Leon Van Daele           |           |
| 1964                                                     | Leon Van Daele       | Alfons Hermans                       | Théo Mertens             |           |
| 1965                                                     | Rik Van Looy         | Gustaaf De Smet                      | Bernard Van de Kerckhove |           |
| 1966                                                     | Arthur Decabooter    | Walter Godefroot                     | Edward Sels              |           |
| 1967                                                     | Guido Reybrouck      | Arthur Decabooter                    | Gustaaf De Smet          |           |
| 1968                                                     | Roger Rosiers        | Willy Bocklandt                      | Michel Jacquemin         |           |
| 1969                                                     | Leo Duyndam          | Michael Wright                       | Eric De Vlaeminck        |           |
| 1970                                                     | Daniel van Ryckeghem | Frans Verbeeck                       | Eric De Vlaeminck        |           |
| 1971                                                     | Harry Van Leeuwen    | Eddy Verstraeten                     | Noël Vantyghem           |           |
| 1972                                                     | Hubert Hutsebaut     | Willy Van Neste                      | Guido Reybrouck          |           |
| 1973                                                     | Patrick Sercu        | Freddy Maertens                      | Frans Verbeeck           |           |
| 1974                                                     | Freddy Maertens      | Wilfried Wesemael                    | Walter Godefroot         |           |
| 1975-1986 ediciones no realizadas                        |                      |                                      |                          |           |
| 1987                                                     | Jos Lammertink       | Jozef Lieckens                       | Søren Lilholt            |           |
| 1988                                                     | Roger Ilegems        | Jozef Lieckens                       | Frank Pirard             |           |
| 1989                                                     | Rudy Patry           | Ludwig Willems                       | Rudy Verdonck            |           |
| 1990-2016 ediciones no realizadas Bruges Cycling Classic |                      |                                      |                          |           |
| 2017                                                     | Wout van Aert        | Mathieu van der Poel                 | Lawrence Naesen          |           |
| Elfstedenronde                                           |                      |                                      |                          |           |
| 2018                                                     | Adam Blythe          | Coen Vermeltfoort                    | Hugo Hofstetter          |           |
| 2019                                                     | Tim Merlier          | Fabio Jakobsen                       | Jasper Philipsen         |           |
| 2020                                                     | cancelada            | cancelada                            | cancelada                | cancelada |
| 2021                                                     | Tim Merlier          | Mark Cavendish                       | Sasha Weemaes            |           |
| 2022                                                     | Fabio Jakobsen       | Caleb Ewan                           | Tim Merlier              |           |
| 2023                                                     | Jasper Philipsen     | Caleb Ewan                           | Fabio Jakobsen           |           |
| 2024                                                     | Alexander Kristoff   | Jarne Van de Paar                    | Pierre Barbier           |           |
| 2025                                                     |                      |                                      |                          |           |

## Palmarés por países
| País         | Victorias |
| ------------ | --------- |
| Bélgica      | 33        |
| Países Bajos | 6         |
| Reino Unido  | 1         |
| Noruega      | 1         |
| Francia      | 1         |